# Epiphragma (Epiphragma) insigne
Epiphragma (Epiphragma) insigne is een tweevleugelige uit de familie steltmuggen (Limoniidae). De soort komt voor in het Oriëntaals gebied.